# سارا تي. بولتون
سارا تي. بولتون (بالإنجليزية: Sarah T. Bolton)‏ (18 ديسمبر 1814، نيوبورت في الولايات المتحدة - 5 أغسطس 1893، إنديانابوليس في الولايات المتحدة)؛ مغنية، كاتِبة، صحفية وشاعرة أمريكية.